# Blepsias cirrhosus
Blepsias cirrhosus är en fiskart som först beskrevs av Pallas, 1814.  Blepsias cirrhosus ingår i släktet Blepsias och familjen Hemitripteridae. Inga underarter finns listade.

## Bildgalleri

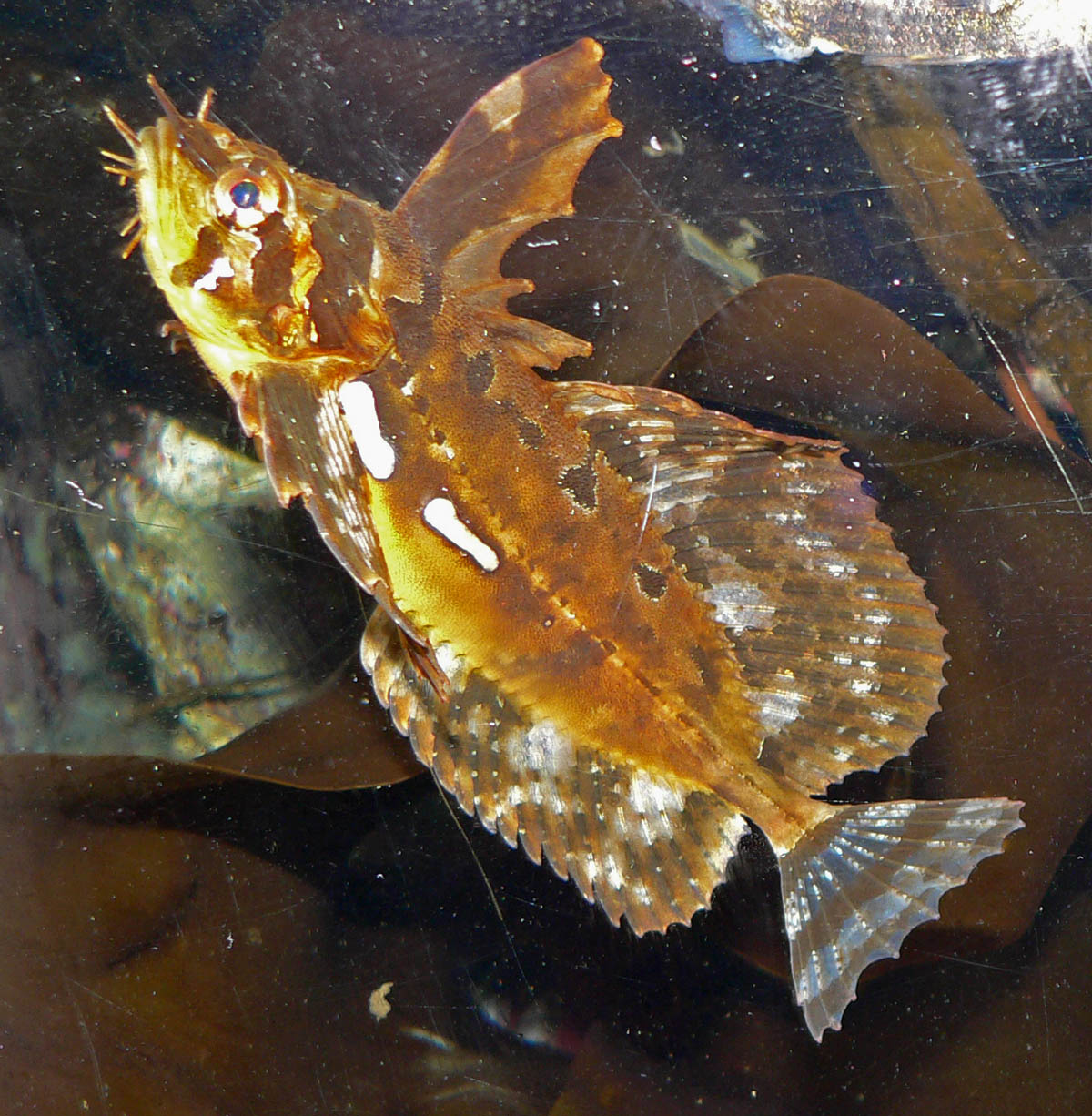
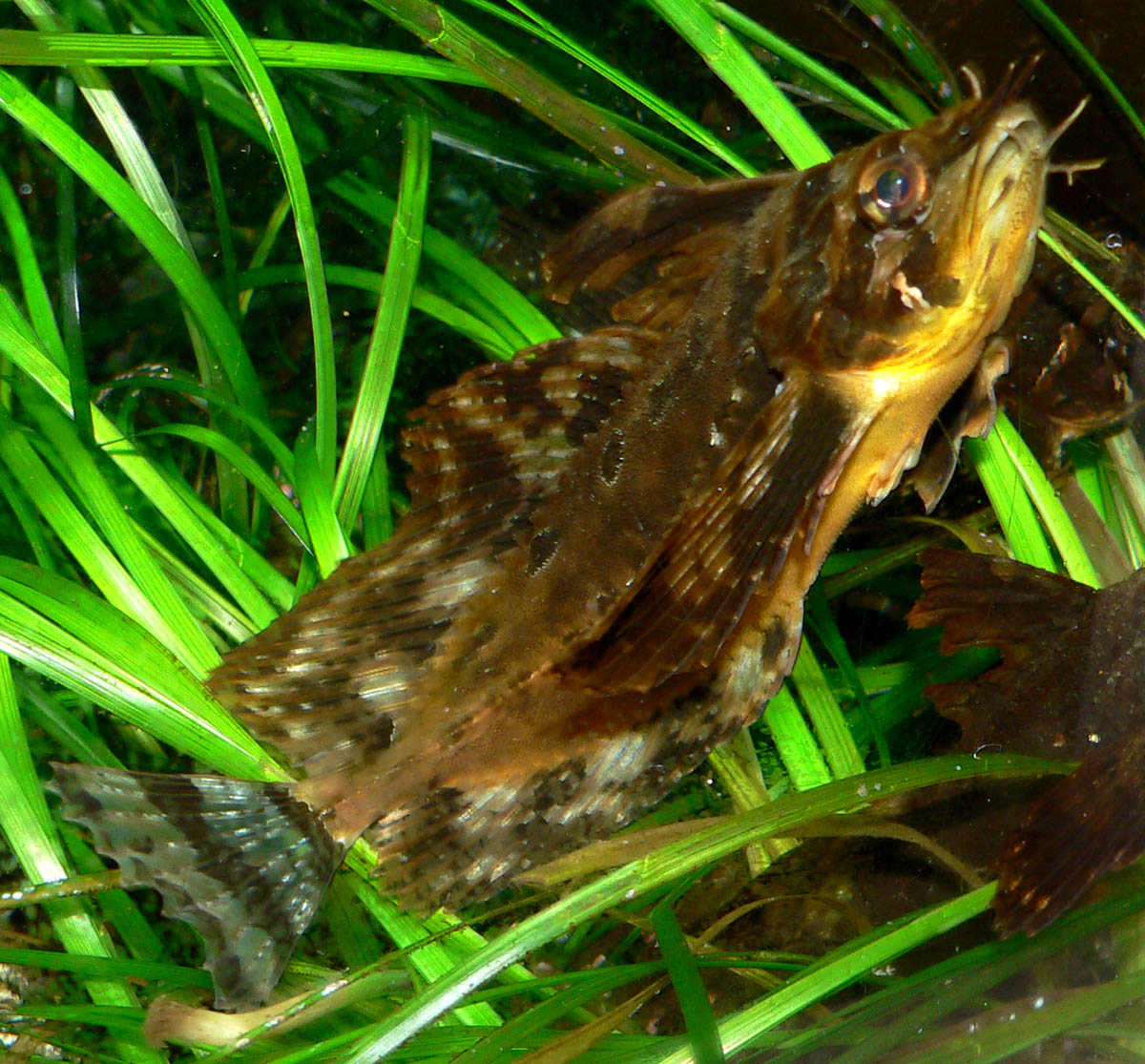
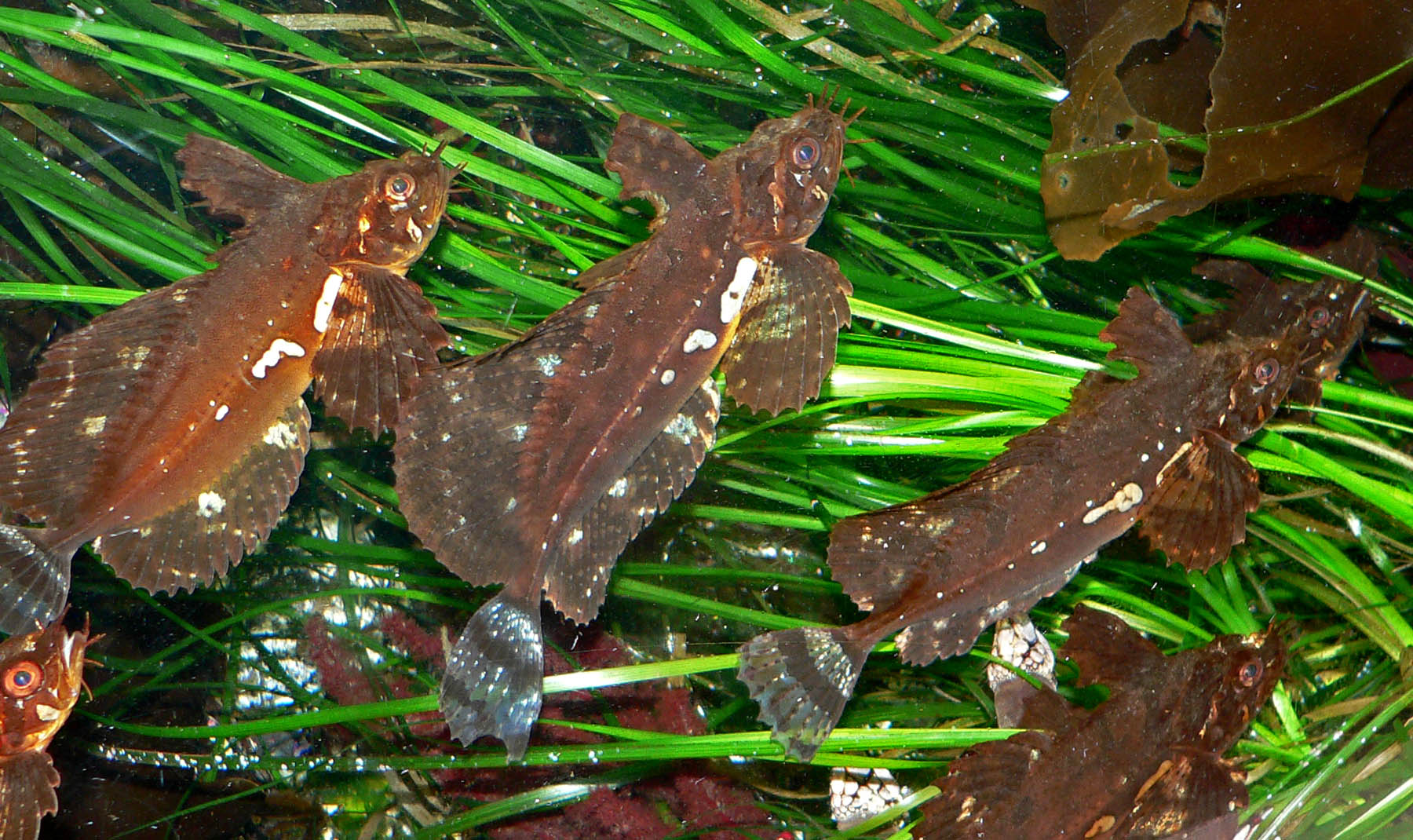
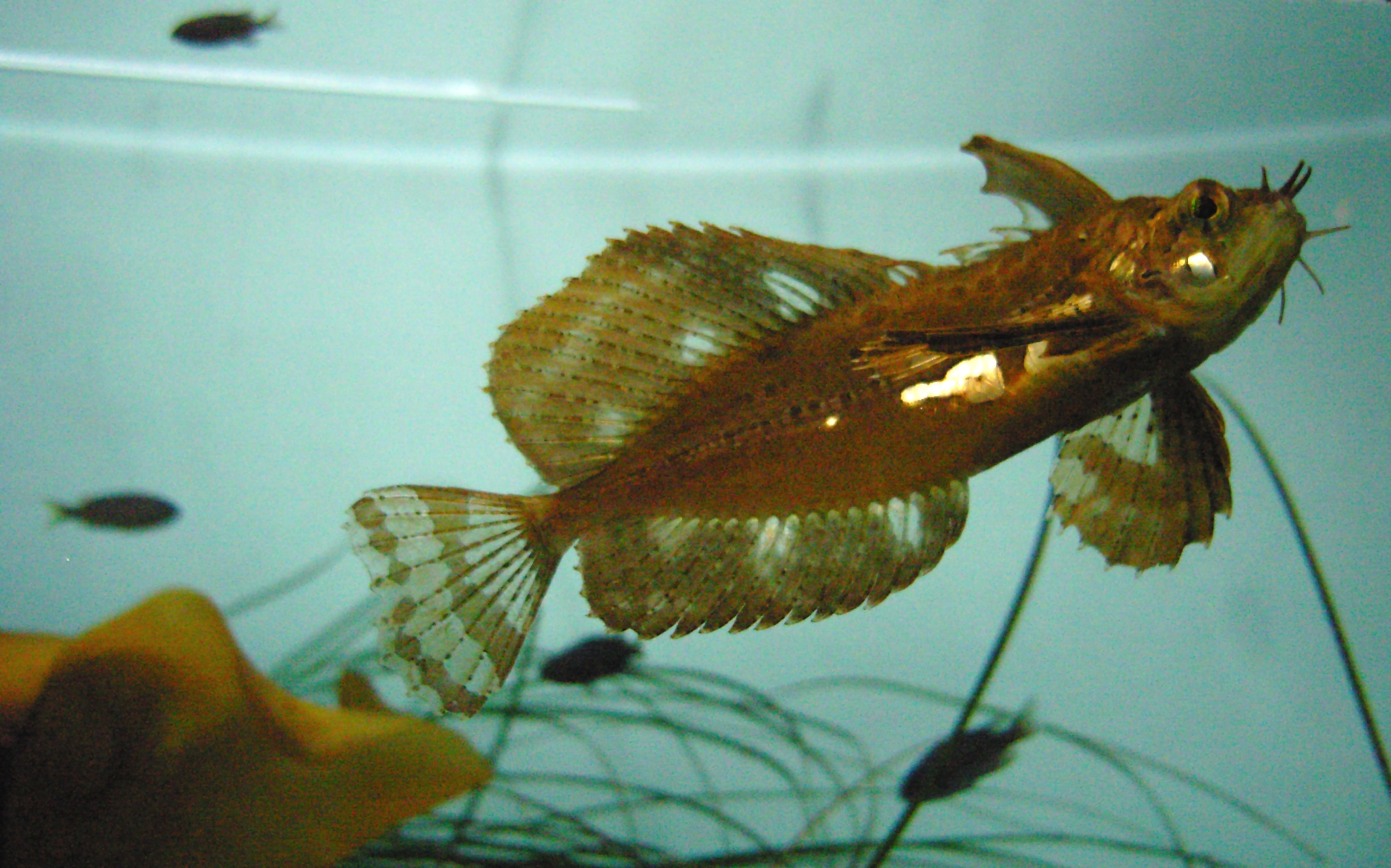
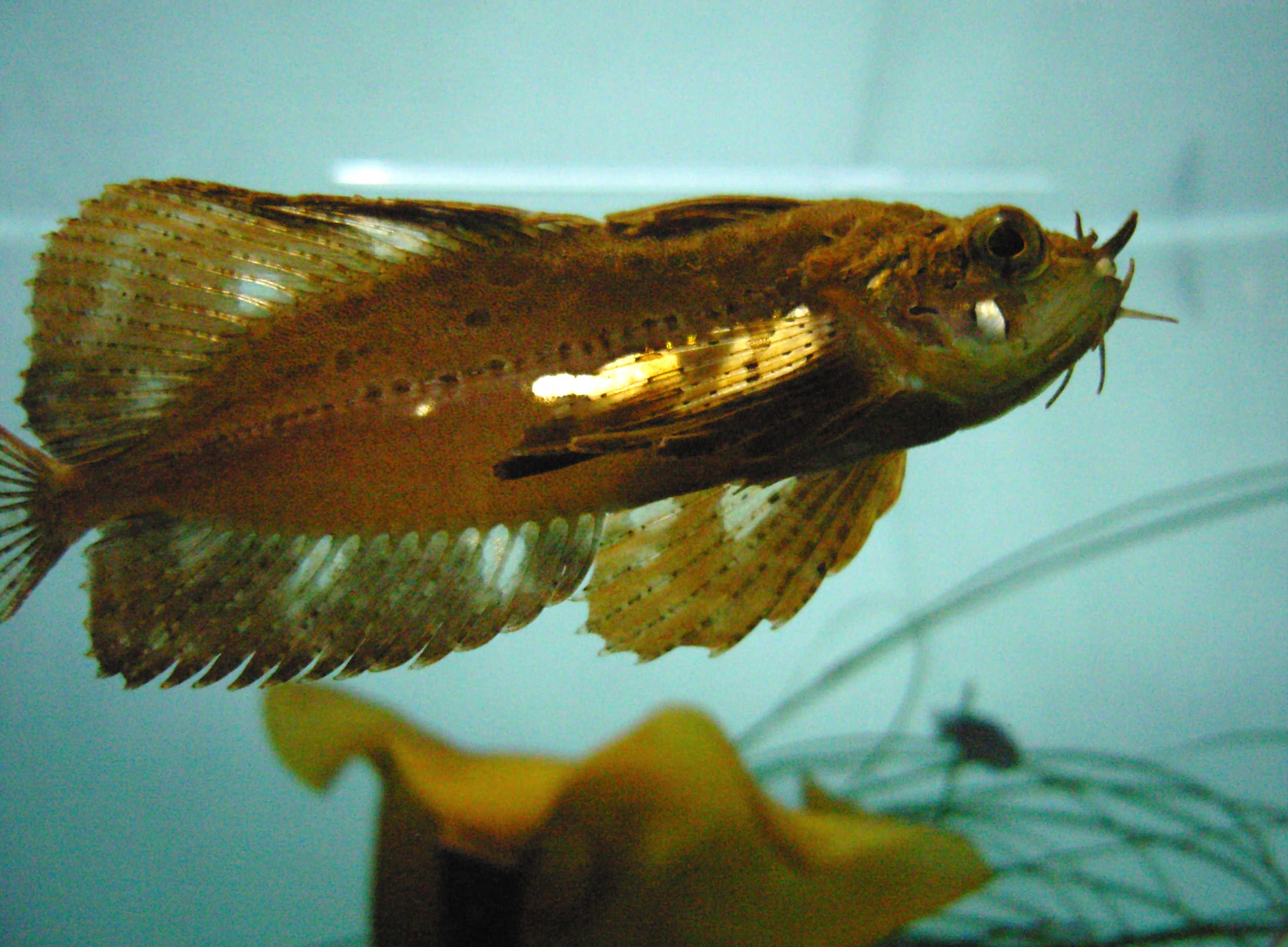